# تشيب كولتر
تشيب كولتر (بالإنجليزية: Chip Coulter)‏ هو لاعب كرة قاعدة أمريكي، ولد في 5 يونيو 1945 في ستوبنفيل في الولايات المتحدة.